# فرودگاه استیجاری ایندیاناپلیس
فرودگاه ایندیاناپلیس ایگزکیتیو (به انگلیسی: Indianapolis Executive Airport) یک فرودگاه همگانی بهره‌برداری هوایی است که یک باند فرود بتن دارد و طول باند آن ۱۶۷۷ متر است. این فرودگاه در شهر ایندیاناپولیس کشور ایالات متحده آمریکا قرار دارد و در ارتفاع ۲۸۱ متری از سطح دریا واقع شده‌است.